# Sólido lamelar
Sólidos Lamelares são sólidos com estrutura em folhas, quer dizer seus átomos estão ligados fortemente em duas direções formando lâminas contínuas, e fracamente ligados (forças de interações tipo Forças de van der Waals) na direção perpendicular a estas lâminas. Alguns ions podem ser encontrados entre as laminas e isto faz com que estes materias tenham caracteristicas de trocadores ionicos e em alguns casos podem ser utilizados como adsorventes.
Exemplos: argilas montmorilonitas, mica, caulinita e etc.